# Storm Prediction Center
Pour les articles homonymes, voir SPC.
Le Storm Prediction Center (SPC) est situé à Norman, Oklahoma et fait partie du « National Centers for Environmental Prediction » (NCEP), un groupe de centres de prévision national américain sous le contrôle du « National Weather Service » (NWS). Le NWS est un des services du National Oceanic and Atmospheric Administration (NOAA) du "Department of Commerce" (DoC). Jusqu'à octobre 1995, le SPC était connu comme « The National Severe Storms Forecast Center » (NSSFC) et était situé près de Kansas City, Missouri. Depuis septembre de 2006, le Storm Prediction Center, le bureau du National Weather Service, le National Severe Storms Laboratory, le département de météorologie de l'université et d'autres organisations en météorologie de l'État de l'Oklahoma ont déménagé dans le centre national de météorologie sur les terrains de l'université d'Oklahoma dans la ville de Norman.

## Histoire
L'histoire de la recherche et de la prévision des orages violents remonte aussi loin que la formation du service météorologique des États-Unis en 1870. Celui était alors sous la juridiction du corps des signaleurs de l'armée et dès les années 1880, le sergent John P. Finley mis sur pied une équipe de 2 000 volontaires pour signaler tout événement de tornades reliés aux orages dans le centre et l'ouest des États-Unis. En analysant les rapports, il a pu déterminer la fréquence et la concentration de ces phénomènes violents et s'est essayé à faire des prévisions. Cependant, les résultats ont été très mitigés et ses supérieurs ont décidé de ne pas émettre d'alerte de tornades.
Les connaissances dans le domaine sont restés embryonnaires durant la première moitié du XXe siècle et des alertes d'orages violents mentionnant la possibilité de grêle et de vents violents étaient parfois émises mais le terme « tornade » en était banni, la direction du US Weather Bureau estimant que c'était comme « crier au loup ». La généralisation des radiosondages à partir des années 1930 et le développement de l'aviation ont amené à une meilleure compréhension de la circulation atmosphérique. Avec ces nouvelles connaissance, l'interdiction du mot tornade a été enlevée en 1938 mais les météorologues de l’US Weather Bureau ne l'employèrent que très peu durant les années 1940.
Ayant lu les articles des chercheurs  Albert K. Showalter et J. R. Fulks, les capitaines E. J. Fawbush and R. C. Miller de l'USAAF estiment qu'il y avait une bonne probabilité de tornade pour la Tinker Air Force Base près d'Oklahoma City. Ils émettent alors la première prévision réussie de tornade le 25 mars 1948. Cet événement fut le déclencheur de la mise sur pied d’un vaste réseau de recherche et prévision des orages violents aux États-Unis. Fawbush et Miller reçurent rapidement le mandat de prédire la possibilité de tornades dans tout le centre des États-Unis pour la US Air Force (qui remplaça la USAAF en 1947).  Ils furent chargés trois ans plus tard d’un centre de prévision du temps violent, le Severe Weather Warning Center (SWWC), pour toutes les bases militaires des États-Unis du continent. Malgré les résultats probants des méthodes de Miller et Fawbush (102 tornades rapportées sur 156 alertes en 1951), le US Weather Bureau continua longtemps d’émettre des alertes d'orages violents mais pas de tornades sur les mêmes secteurs que le SWWC, considérant que la technique n'était pas assez scientifique. Malgré tout, le Weather Bureau de Kansas City utilisa parfois les alertes du SWWC pour son secteur sans mentionner la provenance ce qui provoqua la colère de Miller et causa chez lui une profonde aversion envers le Bureau. 
Ces résultats se répandant dans la population, le gouvernement créa malgré tout en mars 1952 un organisme expérimental inter-armes et civil (le Weather Bureau-Army-Navy ou WBAN) pour la prévision des orages violents à la population en général. Le 17, les prévisionnistes de ce centre émirent leur premier bulletin de prévision mentionnant la possibilité de tornade et le 22 mai, le WABN devint officiel sous le nom de Weather Bureau Severe Weather Unit (SWU). Ce centre changera de nom pour Severe Local Storm Warning Center (SELS) en 1953, National Severe Storms Forecast Center en 1965 et est maintenant connu comme le Storm Prediction Center.
SELS était d'abord à Washington mais en 1954 a déménagé au 9e étage du Federal Building à Kansas City (Missouri), afin de s'approcher de la région la plus susceptible de subir des orages violents et de se trouver dans un point névralgique du réseau télégraphique afin de pouvoir mieux disséminer ses alertes. En même temps, cela reconnaissait les efforts du groupe de R. C. Miller et ceux du chef du US Bureau de la région centre dans le domaine de la prévision des orages violents. Ce n'est qu'en 1958 que le SELS est devenu le seul autorisé à émettre ces prévisions.
Durant les années 1950 et 1960, toutes les analyses étaient faites à la main. Durant les années 1970, les ordinateurs ont commencé à être utilisés et une unité spécifiquement pour la prévision numérique orageuse a été créé en 1976. En 1997, le centre a de nouveau déménagé. Il s'est retrouvé à Norman (Oklahoma) pour se joindre au National Severe Storms Laboratory qui travaille sur le développement des radars météorologiques et la recherche sur les orages. En 2006, les deux ont emménagé dans un nouvel édifice à l'université d'Oklahoma avec d'autres services fédéraux et de l'État portant sur l'environnement et la météo.

## Mission
Le SPC est responsable de la prévision (identification, description et estimation) du risque causé par le développement orageux quotidien pouvant produire de la grêle de plus de 2 cm de diamètre, des tornades, des vents de plus de 90 km/h. Il émet des bulletins avisant du potentiel orageux et si nécessaire des veilles de temps violents et de tornades au niveau national pour les États-Unis. Il est également responsable d'émettre des bulletins pour le danger de feux de forêt et pour les conditions hivernales convectives.

## Produits

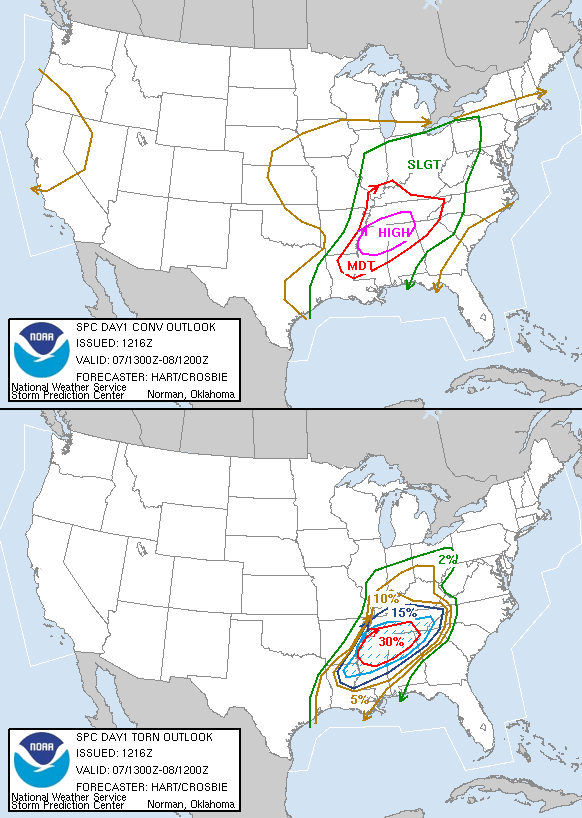
Exemple d'aperçu convectif du jour 1 du SPC émis pour la journée particulièrement active du 7 avril 2006. L'image du haut montre la zone où il y a risque orageux (or) et les risques faibles à forts d'orages violents. L'image du bas donne la probabilité de tornade par zone.

### Aperçus
Le SPC émet des prévisions graphiques jusqu'à 5 fois par jour qui montrent les zones de potentiel orageux. Ces cartes montrent le potentiel de la distribution des orages et de leur sévérité pour les huit prochains jours. Les cartes des trois premiers jours sont de deux types, une première carte montrent les zones (en or) où il y a risque de développement d'orages durant la période de 24 heures visée et des zones à l'intérieur qui montrent où il y a risque que ces orages produisent de la grosse grêle, des vents violents ou des tornades. Ces risques, divisés en risque faible, modéré et fort. Un second type de cartes pour les mêmes périodes donne la probabilité selon le phénomène violent visée. Par exemple, dans une zone de faible risque d'orages violents, il y aura des cartes pour donner la probabilité que ce soit de la grêle, des vents ou des tornades. 
Selon le potentiel orageux, ces cartes peuvent ne comporter aucune zone orageuse ou aller jusqu'à de forts risques d'orages violents. En général, plus la période visée est éloignée dans le temps, moins il y aura de précision sur les risques. De même, la carte des jours 4 à 8 ne montrent que les zones où la probabilité au-delà de 30 % que des orages violents se développent du jour 4 au jour 8 selon un ensemble de modèles de prévision numérique du temps.
Toutes les cartes sont accompagnées d'un texte qui décrit les raisons pour lesquelles les météorologues prévoient le développement orageux. Ces textes comprennent plusieurs paragraphes, un pour chaque sous-région visées par la carte. 
Exemple d'aperçu émis par le SPC

### Discussions
Si la situation évolue dans la direction prévue par le SPC pour du temps violent sur certains secteurs, il y aura émission d'un texte décrivant le potentiel et les zones susceptibles d'être frappées. Ces bulletins sont émis quand les orages commencent à se développer (préavis de 3 à 6 heures).
Discussions de potentiel violent

### Veilles météorologiques
Des veilles de temps violent sont émises par le SPC, en collaboration avec les bureaux locaux de prévision des régions, là où les orages commencent à s'organiser et présentent des critères précurseurs aux phénomènes violents (préavis de 1 à 3 heures). Une veille typique s'étend sur un territoire allant de 500 000 1 million de km2 mais peut couvrir des zones beaucoup plus petites ou plus grandes, selon la situation météorologique. Elles sont numérotées séquentiellement depuis le début de l'année. En général, elles seront valides de 6 ou 7 heures mais peuvent être mises à jour ou annulées en tout temps. 
Les bureaux locaux mettront par la suite émettront des alertes pour des secteurs plus restreints où, par télédétection, ils voient les orages individuels devenir violents (préavis de moins d'une heure). Ces alertes peuvent être émises dans veille préalable puisqu'il peut s'agir d'orages sans organisation à grande échelle que visent les veilles.
Veilles en vigueur

### Autres produits
Le SPC émet également des bulletins pour la saison hivernales et pour les risques de feux de forêt.
Prévision hivernale
Le SPC émet des bulletins pour les conditions dangereuses qui peuvent affecter de grandes zones sur le territoire des États-Unis. Ces conditions sont la possibilité de tempête de neige, d'anomalies de température et de blizzards.
Feux de forêt
Le SPC émet des cartes et bulletins pour montrer les zones propices au développement de feux de forêt qu'utilise le National Weather Service, ainsi que d'autres services fédéraux et d'États pour planifier les ressources disponibles pour leur lutte. Les cartes et bulletins donnent les conditions météorologiques et l'indice forêt météo dans ces zones pour les huit prochains jours.